# Christiane von Sachsen-Merseburg

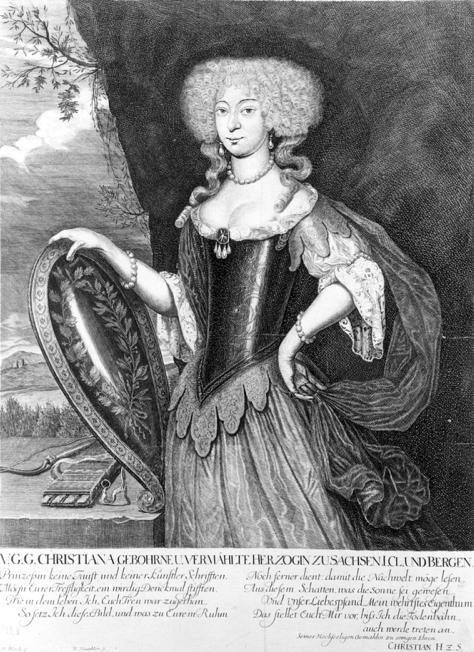
Christiane von Sachsen-Merseburg, Herzogin zu Sachsen-Eisenberg (wahrscheinlich in der allegorischen Darstellung als Jagdgöttin Diana), gemalt um 1678, heute im Kupferstichkabinett Dresden der Staatlichen Kunstsammlungen Dresden

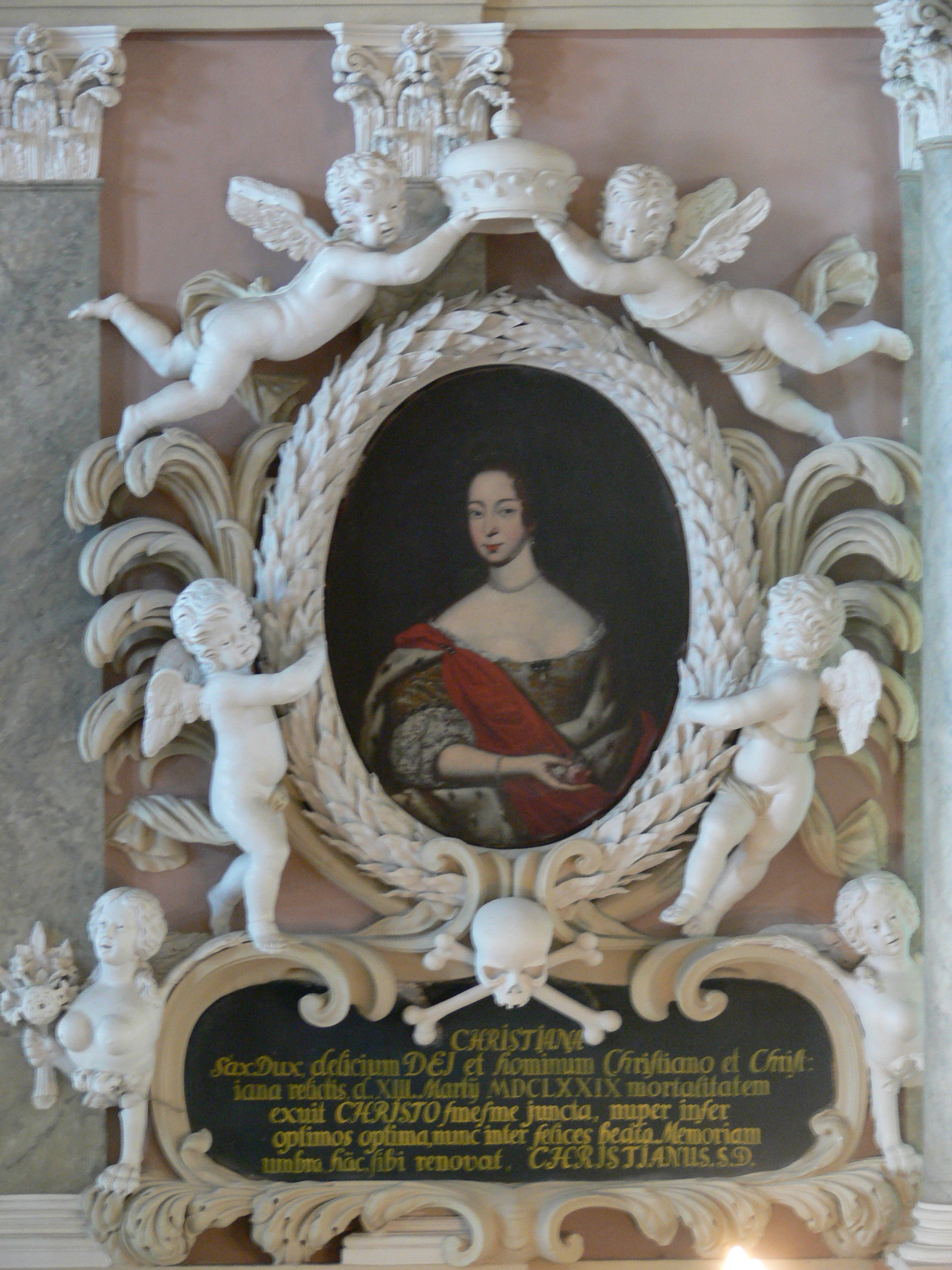
Christiane von Sachsen-Merseburg, Porträt in der Schlosskirche Eisenberg

Christiane von Sachsen-Merseburg (* 1. Juni 1659 in Merseburg; † 13. März 1679 in Eisenberg) war Prinzessin von Sachsen-Merseburg aus dem Hause der albertinischen Wettiner und durch Heirat Herzogin von Sachsen-Eisenberg.

## Familie
Christiane war die zweite Tochter des Herzogs Christian I. von Sachsen-Merseburg und dessen Gemahlin Christiana, einer Tochter des Herzogs Philipp von Schleswig-Holstein-Sonderburg-Glücksburg.

## Tod und Begräbnis
Christiane starb früh im Alter von nur 19 Jahren – wahrscheinlich am Kindbettfieber. Zu ihrem Andenken ließ ihr Ehemann die Schlosskirche St. Trinitatis erbauen. Christiane wurde in einem Zinnprunksarg in der Fürstengruft des Merseburger Doms beigesetzt.

## Ehe und Nachkommen
Ihre einzige Ehe schloss sie am 13. Februar 1677 in Merseburg mit Christian, Herzog von Sachsen-Eisenberg, dem Sohn Ernsts I., Herzog von Sachsen-Gotha-Altenburg aus dessen Ehe mit Elisabeth Sophia von Sachsen-Altenburg.
Mit ihrem Gemahl hatte sie eine Tochter:
- Christiane von Sachsen-Eisenberg (* 4. März 1679 in Eisenberg; † 24. Mai 1722 in Glücksburg), Prinzessin von Sachsen-Eisenberg ⚭ Philipp Ernst, Herzog von Schleswig-Holstein-Sonderburg-Glücksburg

Taufpatin ihrer Tochter war ihre jüngere Schwester Sophie Hedwig, die den jüngsten Bruder des Herzogs von Sachsen-Eisenberg, Johann Ernst von Sachsen-Saalfeld, geheiratet hatte.
Nach dem frühen Tod Christianes von Sachsen-Merseburg heiratete Christian von Sachsen-Eisenberg nach entsprechender Trauerzeit 1681 die Prinzessin Sophie Marie von Hessen-Darmstadt, Tochter des Landgrafen Ludwig VI. von Hessen-Darmstadt.